# Lamiya Valiyeva
Lamiya Valiyeva (5 aprile 2002) è un'atleta paralimpica ipovedente azera specializzata nelle gare di velocità e appartenente alla categoria T13, che compete anche in gare nazionali e internazionali con atleti senza disabilità.

## Biografia
Nel 2019 si è classificata quinta nei 400 metri piani ai campionati balcanici indoor di Istanbul e lo stesso anno è stata medaglia d'argento ai campionati balcanici under 18, sempre nei 400 metri piani. Lo stesso anno ha conquistato i titoli di campionessa nazionale nei 400 metri piani indoor, mentre l'anno successivo ha ottenuto lo stesso titolo nei 60 e 200 metri piani, sempre al coperto.
Nel 2021, dopo essersi diplomata campionessa nazionale dei 100 e 200 metri piani all'aperto e dopo essersi aggiudicata la medaglia d'oro nei 400 metri piani e quella d'argento nei 200 metri piani ai campionati balcanici under 20, ha partecipato ai campionati balcanici assoluti, dove si è classificata decima nei 200 metri piani. Poche settimane dopo ha preso parte ai Giochi paralimpici di Tokyo, dove ha conquistato la medaglia d'argento nei 100 metri piani T13 e la medaglia d'oro e il record paralimpico nei 400 metri piani T13.
Alle Paralimpiadi di Parigi del 2024 vince la medaglia d'oro nei 100 metri piani (siglando peraltro, con il crono di 11"76, il nuovo record del mondo) e l'argento nei 400 metri piani.

## Palmarès
| Anno | Manifestazione       | Sede      | Evento          | Risultato | Prestazione | Note                          |
| ---- | -------------------- | --------- | --------------- | --------- | ----------- | ----------------------------- |
| 2018 | Europei U18          | Győr      | 200 m piani     | Batteria  | 25"27       |                               |
| 2019 | Balcanici indoor     | Istanbul  | 400 m piani     | 5ª        | 59"04       |                               |
| 2019 | Balcanici U18        | Istanbul  | 400 m piani     | Argento   | 58"05       |                               |
| 2020 | Balcanici U20        | Istanbul  | 400 m piani     | Finale 3  | 57"71       |                               |
| 2021 | Balcanici U20        | Istanbul  | 200 m piani     | Argento   | 24"49       |                               |
| 2021 | Balcanici U20        | Istanbul  | 400 m piani     | Oro       | 56"50       |                               |
| 2021 | Balcanici            | Smederevo | 100 m piani     | Batteria  | 12"07       |                               |
| 2021 | Balcanici            | Smederevo | 200 m piani     | 10ª       | 24"14       |                               |
| 2021 | Giochi paralimpici   | Tokyo     | 100 m piani T13 | Argento   | 11"99       | Miglior prestazione personale |
| 2021 | Giochi paralimpici   | Tokyo     | 400 m piani T13 | Oro       | 55"00       | Record paralimpico            |
| 2023 | Mondiali paralimpici | Parigi    | 100 m piani T13 | Oro       | 11"99       |                               |
| 2023 | Mondiali paralimpici | Parigi    | 400 m piani T13 | Oro       | 55"34       |                               |
| 2024 | Mondiali paralimpici | Kōbe      | 100 m piani T13 | Oro       | 11"94       | Record dei campionati         |
| 2024 | Mondiali paralimpici | Kōbe      | 400 m piani T13 | Oro       | 55"03       |                               |
| 2024 | Giochi paralimpici   | Parigi    | 100 m piani T13 | Oro       | 11"76       | Record mondiale               |
| 2024 | Giochi paralimpici   | Parigi    | 400 m piani T13 | Argento   | 55"09       |                               |

## Campionati nazionali
- 1 volta campionessa azera assoluta dei 100 metri piani (2021)
- 1 volta campionessa azera assoluta dei 200 metri piani (2021)
- 1 volta campionessa azera assoluta dei 60 metri piani indoor (2020)
- 2 volte campionessa azera assoluta dei 200 metri piani indoor (2019, 2020)
- 1 volta campionessa azera assoluta dei 400 metri piani indoor (2019)

2019
- Argento ai campionati azeri assoluti indoor, 200 m piani - 26"21
- Oro ai campionati azeri assoluti indoor, 400 m piani - 1'00"31

2020
- Oro ai campionati azeri assoluti indoor, 60 m piani - 7"77
- Oro ai campionati azeri assoluti indoor, 200 m piani - 25"49

2021
- Oro ai campionati azeri assoluti, 100 m piani - 12"18
- Oro ai campionati azeri assoluti, 200 m piani - 24"54

## Altre competizioni internazionali
2017
- In batteria al Festival olimpico della gioventù europea ( Győr), 200 m piani - 25"68
- In batteria al Festival olimpico della gioventù europea ( Győr), 4×100 m - 48"62

2019
- In batteria al Festival olimpico della gioventù europea ( Baku), 200 m piani - 25"06
- Oro al Festival olimpco della gioventù europea ( Baku), staffetta svedese - 46"92
- 4ª in Third League ai campionati europei a squadre ( Skopje), 400 m piani - 58"48
- Oro in Third League ai campionati europei a squadre ( Skopje), 4×100 m - 46"92